# Taylor Washington
Taylor Washington (Somers, 1993. augusztus 16. –) amerikai labdarúgó, a Nashville középpályása.

## Pályafutása
Washington a new york állambeli Somersben született.
2016-ban mutatkozott be a Philadelphia Union észak-amerikai első osztályban szereplő felnőtt keretében. 2017-ben a másodosztályú Pittsburgh Riverhoundshoz, majd 2018-ban a Nashville-hez igazolt. A 2019-es szezonban feljutottak az MLS-be. Először a 2020. augusztus 17-ei, Dallas ellen 0–0-ás döntetlennel zárult mérkőzés 66. percében, Alistair Johnston cseréjeként lépett pályára. Első gólját 2023. március 12-én, a Montréal ellen hazai pályán 2–0-ra megnyert találkozón szerezte meg.

## Statisztikák
2023. március 12. szerint
| Klub      | Szezon   | Osztály  | Bajnokság | Bajnokság | Kupa  | Kupa | Nemzetközi | Nemzetközi | Összesen | Összesen |
| Klub      | Szezon   | Osztály  | Meccs     | Gól       | Meccs | Gól  | Meccs      | Gól        | Meccs    | Gól      |
| --------- | -------- | -------- | --------- | --------- | ----- | ---- | ---------- | ---------- | -------- | -------- |
| Nashville | 2020     | MLS      | 17        | 0         | 0     | 0    | —          | —          | 17       | 0        |
| Nashville | 2021     | MLS      | 17        | 0         | 0     | 0    | —          | —          | 17       | 0        |
| Nashville | 2022     | MLS      | 14        | 0         | 3     | 0    | 1          | 0          | 18       | 0        |
| Nashville | 2023     | MLS      | 2         | 1         | 0     | 0    | —          | —          | 2        | 1        |
| Összesen  | Összesen | Összesen | 50        | 1         | 3     | 0    | 1          | 0          | 54       | 1        |